# Cathédrale du Sacré-Cœur-de-Jésus de Harbin
La cathédrale du Sacré-Cœur-de-Jésus de Harbin ( en mandarin : 耶稣圣心主教座堂 Yēsū shèng xīn zhǔjiào zuò táng) dont le nom officiel est cathédrale diocésaine du Sacré-Cœur de Harbin est un édifice religieux catholique de la ville de Harbin. 

## Histoire
Après la construction du chemin de fer de l’Est chinois dans les années 1900, beaucoup de travailleurs polonais, catholiques, s'établissent à Harbin., ce qui conduit le prêtre Dominik Przyluski à engager la construction d'un lieu de culte pour ceux-ci en 1906. Il est terminé l'année suivante. La nouvelle église porte le nom d'église catholique polonaise et d'église catholique de l'avenue Dazhi est et entre sous la juridiction des diocèses de Saint-Pétersbourg, de Vladivostok, de Jilin et de Beijing. En 1959, le bâtiment est incorporé dans le diocèse du Heilongjiang, nouvellement créé. Durant la Révolution culturelle de Mao Tsé-Toung, la cathédrale est détruite puis reconstruite en 2004[source insuffisante]. Son administrateur en 2012 est l'évêque Joseph Yue Fu-Sheng (岳福生).